# Ivan Ciuvelev
Ivan Pavlovici Ciuvelev (în rusă Иван Павлович Чувелев, n. 1897, Moscova, Imperiul Rus – d. 31 decembrie 1942, Сталинобод, Republica Sovietică Socialistă Tadjikă, URSS) a fost un actor sovietic, ce a primit titlul de Artist emerit al RSFSR (1935).

## Biografie
Ivan Pavlovici Ciuvelev s-a născut în anul 1897 la Moscova. În anii 1909-1919 a studiat pictura și sculptura la Școala de desen tehnic Stroganov.
Începând din 1921 a lucrat la studioul A. P. Zonov ca actor și decorator-scenograf, apoi la atelierul teatral N.M. Foregger, la teatrul de cameră, la teatrul „Bluza Albastră” și la Teatrul V.E. Meyerhold.
A murit la 31 decembrie 1942.

## Filmografie
- 1927 - Konets Sankt-Peterburga
- 1928 - Belyy oryol
- 1928 - Zemlya v plenu
- 1928 - Khuti tsuti
- 1930 - Orașe și ani - Andrei Starțov
- 1930 - Spyashchaya krasavitsa
- 1931 - Tommi - Vaska
- 1931 - Chelovek iz tyurmy
- 1932 - Zhenshchina
- 1934 - Iudushka Golovlyov
- 1934 - Groza - Tikhon Kabanov
- 1935 - Krestyane - Kostya
- 1935 - Zolotye ogni - Lyosha
- 1936 - Deti kapitana Granta - Ayerton
- 1936 - Ya lyublyu - Ostap
- 1937 - Za sovetskuyu rodinu - Artu
- 1938 - Zangezur - Nikita
- 1938 - Volga
- 1939 - V lyudyakh - Sitanev
- 1939 - Minin i Pozharskiy - Vaska

## Premii și onoruri
- Artist emerit al RSFSR (1935)